# Деніел Кінсі
Деніел Чапін Кінсі (англ. Daniel Chapin Kinsey; нар. 22 січня 1902 — пом. 27 червня 1970) — американський легкоатлет, який спеціалізувався в бігу з бар'єрами.

## Із життєпису
Олімпійський чемпіон з бігу на 110 метрів з бар'єрами (1924).
По завершенні спортивної кар'єри здобув вищу освіту в галузі фізичного виховання, працював тренером у низці навчальних закладів та входив до складу керівних органів різних комітетів та асоціацій.

## Основні міжнародні виступи
| Рік  | Змагання         | Місто | Місце | Дисципліна | Примітки         |
| ---- | ---------------- | ----- | ----- | ---------- | ---------------- |
| 1924 | Олімпійські ігри | Париж | 1     | 110 м з/б  | Відео на YouTube |